# Àrea de Brigada Mòbil

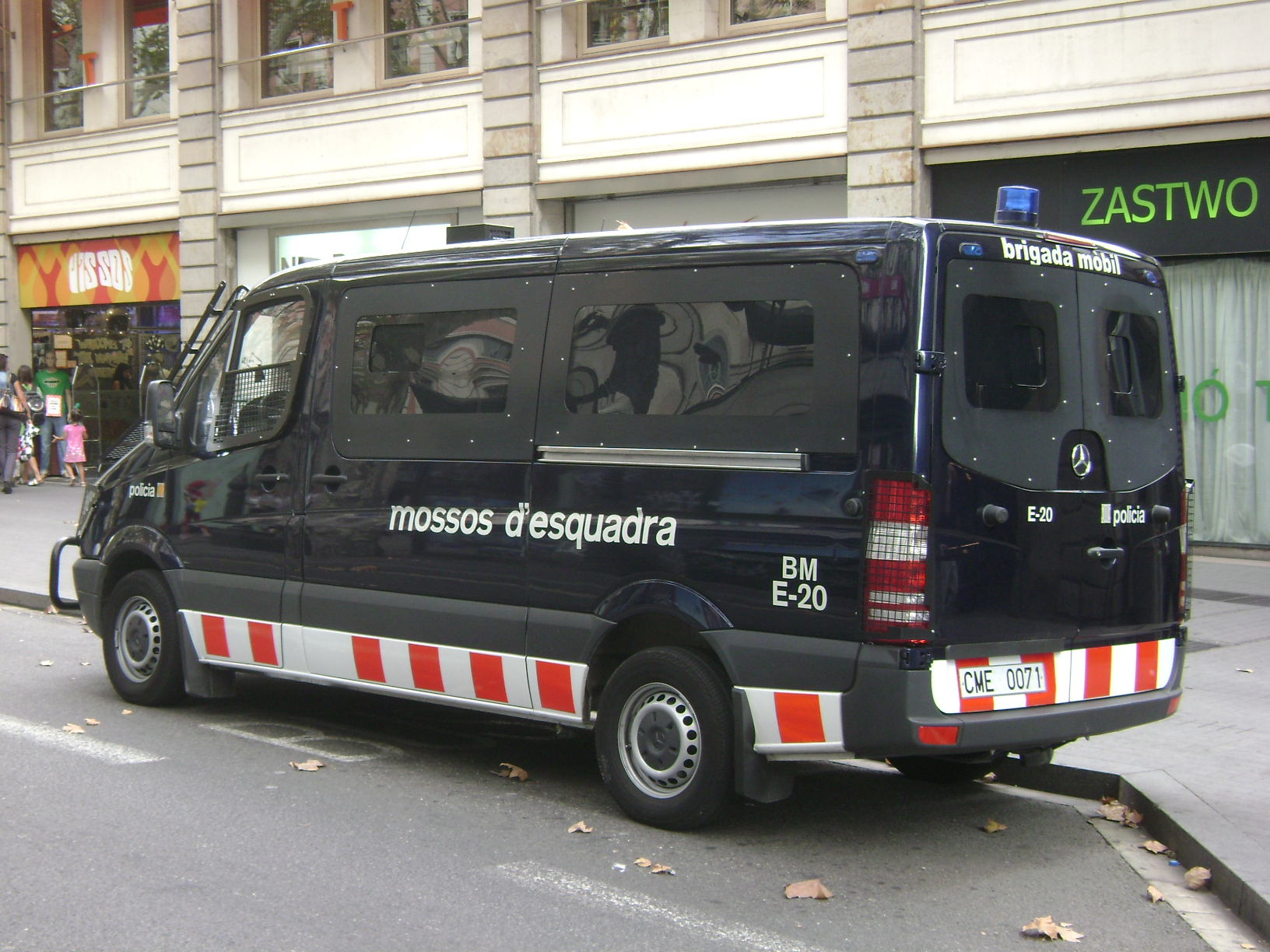
Furgoneta de l'ABM.

L'Àrea de Brigada Mòbil, abreujada ABM (i també coneguda en l'argot policial com a Brimo, Antiavalots o Dragons), és un organisme dels Mossos d'Esquadra especialitzat en el manteniment de l'ordre públic en les grans concentracions de masses, ja sigui per esdeveniments esportius o per manifestacions. Entre les seves funcions es troba també l'establiment de controls antiterroristes a les vies de comunicació i, en general, l'actuació en casos de risc alt de violència. L'ABM depèn de la Comissaria General de Recursos Operatius (CGRO) del cos de la policia catalana.

## Història
Aquesta àrea es va crear el 18 de setembre de 1992.

### Introducció del codi NOP
El 14 de març de 2013, el conseller d'Interior, Ramon Espadaler, anuncià que en els dies següents els 495 agents d'aquesta unitat anirien acompanyats d'un codi alfanumèric, el Número Operatiu Policíac (NOP), visible al dors de l'uniforme, diferenciat del número assignat professional: la Targeta d'Identificació Professional (TIP). D'aquesta forma es modificà el decret 217/2008, que obligava que «les peces visibles dels uniformes de la Policia de la Generalitat-Mossos d'Esquadra, que portin posades a la part superior del cos els funcionaris i les funcionàries, han de tenir incorporada, a la part davantera superior dreta, una veta adherent de color blau marí de 2 cm d'ample i 5 cm de llarg, en la qual ha de constar el número d'identitat professional, [la TIP]», perquè poguessin coexisteixir legalment els dos codis. La nova numeració facilita informació sobre el rang (agent, caporal o comandament) i la ubicació dels agents en una operació concreta (unitat i furgoneta). La mesura es va anunciar després de les polèmiques càrregues policials, entre d'altres, arran del desallotjament de l'acampada del Moviment 15-M el 2011 a Barcelona i pel Cas Ester Quintana, que va perdre un ull en la vaga general europea de 2012, tingué un cost de 7000 euros i s'estengué també als 903 agents de les ARRO.
En juny de 2019 es va canviar la identificació dels mossos, el número d'operatiu policial (NOP) de nou dígits a una combinació alfanumèrica de sis caràcters per facilitar la seva memorització, per les queixes de manifestants i col·lectius socials que han volgut denunciar les actuacions d'alguns antidisturbis. Des d'octubre de 2020 els antiavalots de l'Àrea de Brigada Mòbil han de dur el NOP també en les armilles protectores que impedeixen que es visualitzi el número d'identificació professional (TIP), incorporant-lo a la part davantera de l'armilla protectora (fins ara només anava a la part posterior) i als dos laterals del casc.

### Mètodes inèdits de dispersió
El 18 d'octubre de 2019, en el marc de les tasques de dissolució de les concentracions a Via Laietana i Plaça d'Urquinaona, realitzades com a protestes contra la sentència del judici al procés independentista català, i davant la força dels aldarulls, la BRIMO emprà, per primer cop a la història, la seva tanqueta d'aigua o camió hidrant (conegut popularment com a balena), un vehicle amb una capacitat de 3.500 litres d'aigua. El vehicle fou adquirit pel cos del Mossos l'any 1994, i restava inutilitzat des d'aquell any. No s'emprà per dispersar els manifestants, sinó pels incendis ocasionats per les barricades.

## Funcions

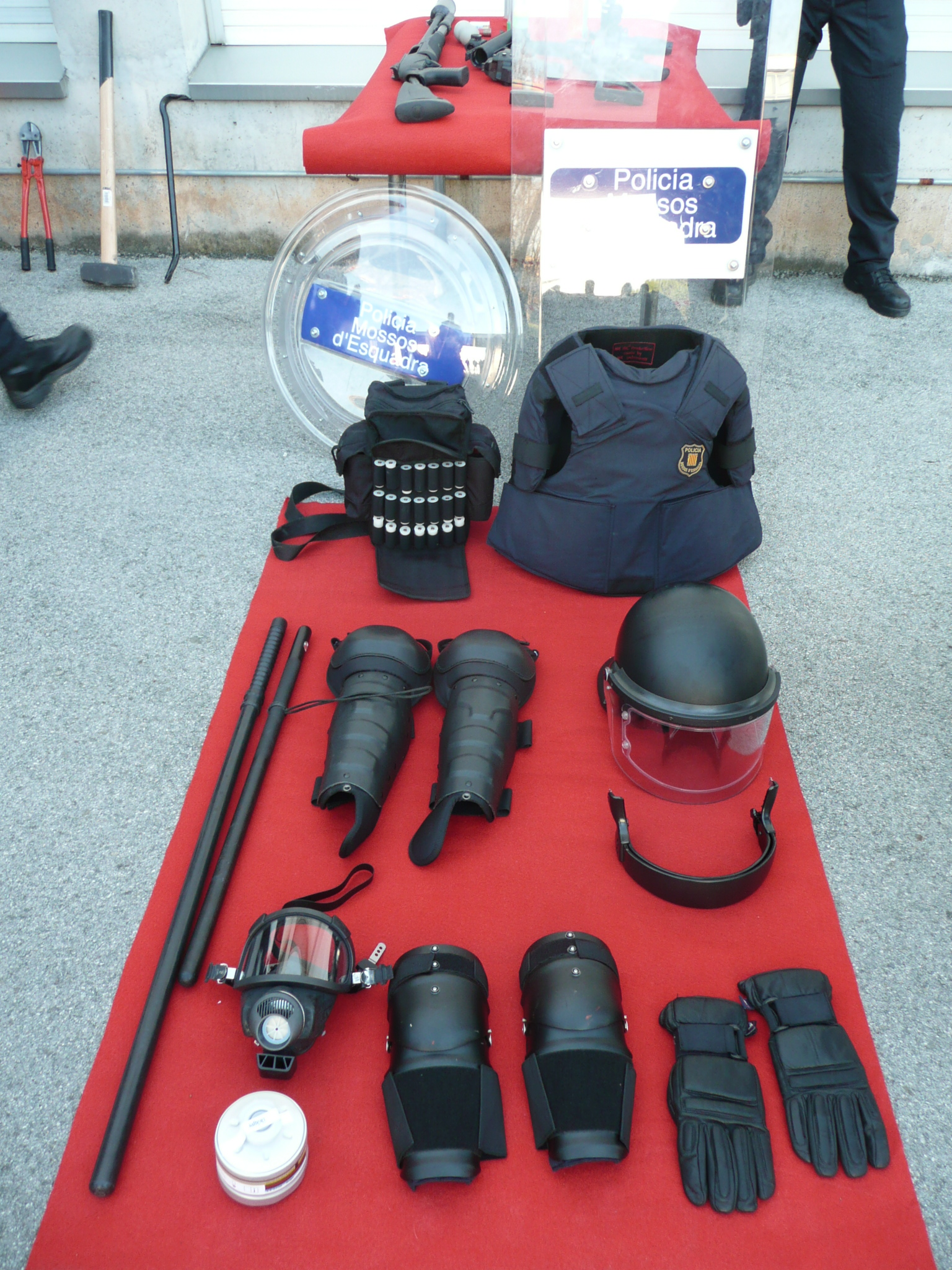
Dotació individual, bàsicament defensiva.

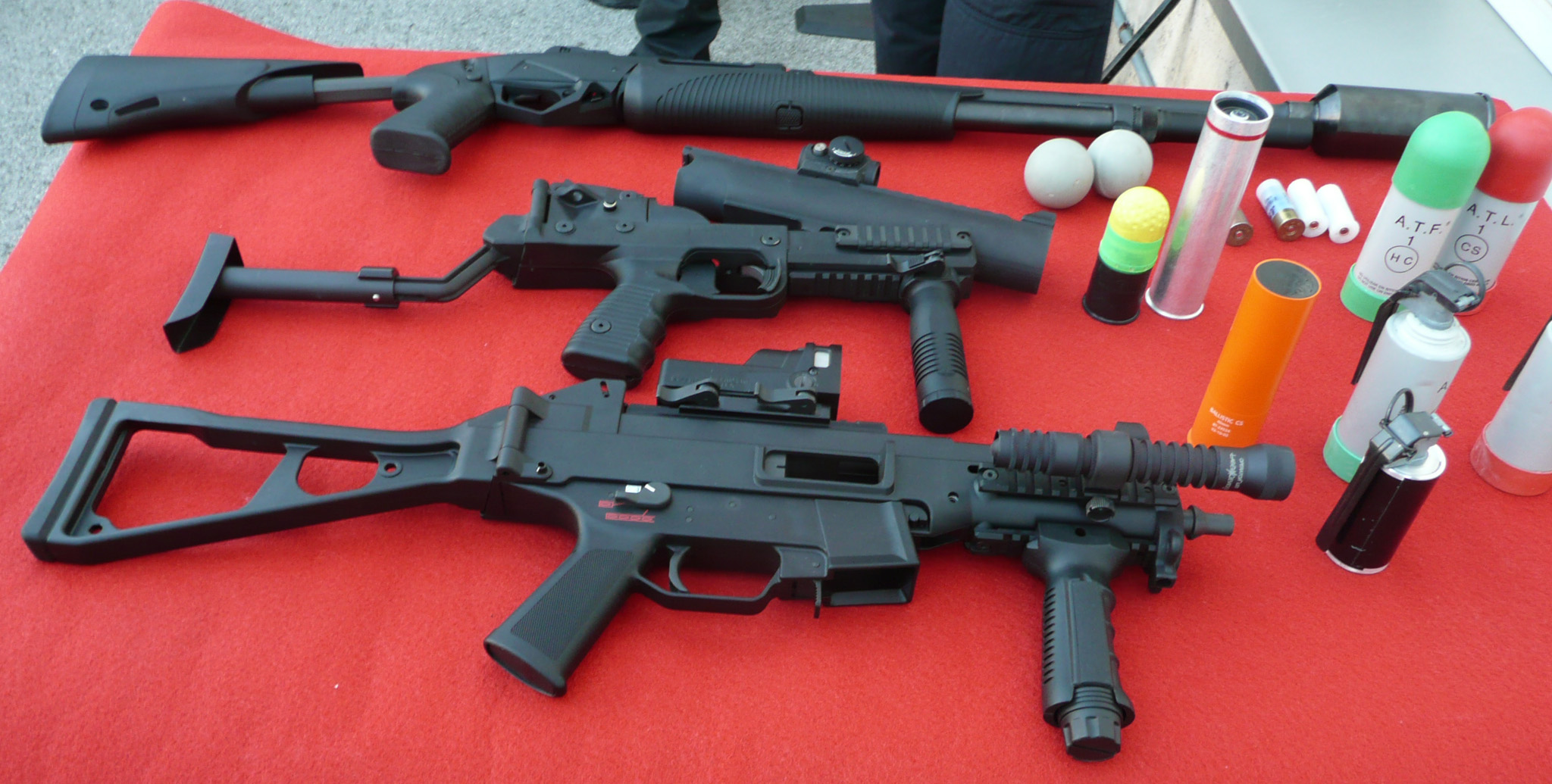
Fusell boler i llançadora per manifestacions violentes; i subfusell (9 mm) per assalts o controls.

Segons l'article 34 del Decret 415/2011 les tasques que ha de desenvolupar aquesta àrea són concretament:
1. Donar suport a altres unitats policials en el manteniment de l'ordre públic, en tasques preventives dins d'operatius preventius extraordinaris, en calamitats o catàstrofes públiques i, en general, en totes aquelles activitats de seguretat ciutadana que es determini.
2. Dur a terme la direcció operativa i tàctica de les actuacions en matèria d'ordre públic, d'acord amb els objectius establerts per la unitat policial a la qual presta el suport.
3. Exercir qualsevol altra funció de naturalesa anàloga que li encomanin.

Les seves unitats s'activen en casos de necessitat com ara una concentració molt important de persones (sobretot si és il·legal per no haver estat comunicada prèviament), realitzant entrades en locals d'oci o edificis ocupats, estats d'alerta per alarma terrorista, etc. Els seus agents tenen l'especialitat d'ordre públic, de nivell 3 i han de mantenir un entrenament constant.

## Estructura
Té la seu física al Complex Central Egara. El comandament directe de l'àrea està en mans d'un cap i d'un sotscap (subordinat a les ordres del primer), els quals acostumen a ser un inspector i un sotsinspector respectivament.
El gruix principal de l'ABM està compost per set Unitats d'Intervenció: cada una amb set furgonetes i uns 49 agents distribuïts en dos grups. En una furgoneta hi van 7 mossos: un caporal, un cap d'equip, un escopeter, tres escuders i un conductor. També disposa d'un Grup d'Intervenció Vertical especialitzat a fer entrades ràpides a través de finestres i terrats en casos de perill. Un Grup de Suport i Formació format per veterans s'encarrega d'ajudar durant les tasques operatives i mantenir els agents d'actualitzats. El 2010 l'àrea té uns tres-cents setanta agents.